# Comté de Cass (Iowa)
Pour les articles homonymes, voir Comté de Cass.
Le comté de Cass est un comté de l'État de l'Iowa, aux États-Unis.